# Улица Ћипре Станковића (Врање)
| Ћипре Станковића                 | Ћипре Станковића |
| -------------------------------- | ---------------- |
|                                  |                  |
| Почетак                          | Цетињска         |
| Крај                             | Зеленгорска      |
| Дужина                           | 340 m            |
| Ширина                           | 8 m              |
| Створена                         | непоѕнато        |
| Названа                          | после 1935.      |
|                                  |                  |
|                                  |                  |
| Поглед на улицу Ћипре Станковића |                  |

Улица Ћипре Стаковића налази се на периферији града Врања, у насељу Дедиње.

## Суседне улице
Љутице Богдана, Вукице Митровић, Филипа Кљајића, Славише Вајнера Чиче